# Clé Torx
Pour les articles homonymes, voir Torx.
 (août 2024).
Si vous disposez d'ouvrages ou d'articles de référence ou si vous connaissez des sites web de qualité traitant du thème abordé ici, merci de compléter l'article en donnant les références utiles à sa vérifiabilité et en les liant à la section « Notes et références ».
Torx est la marque déposée d'un type de vis et de clé, caractérisées par une tête en forme d'étoile à six branches. 

## Conception et utilisation

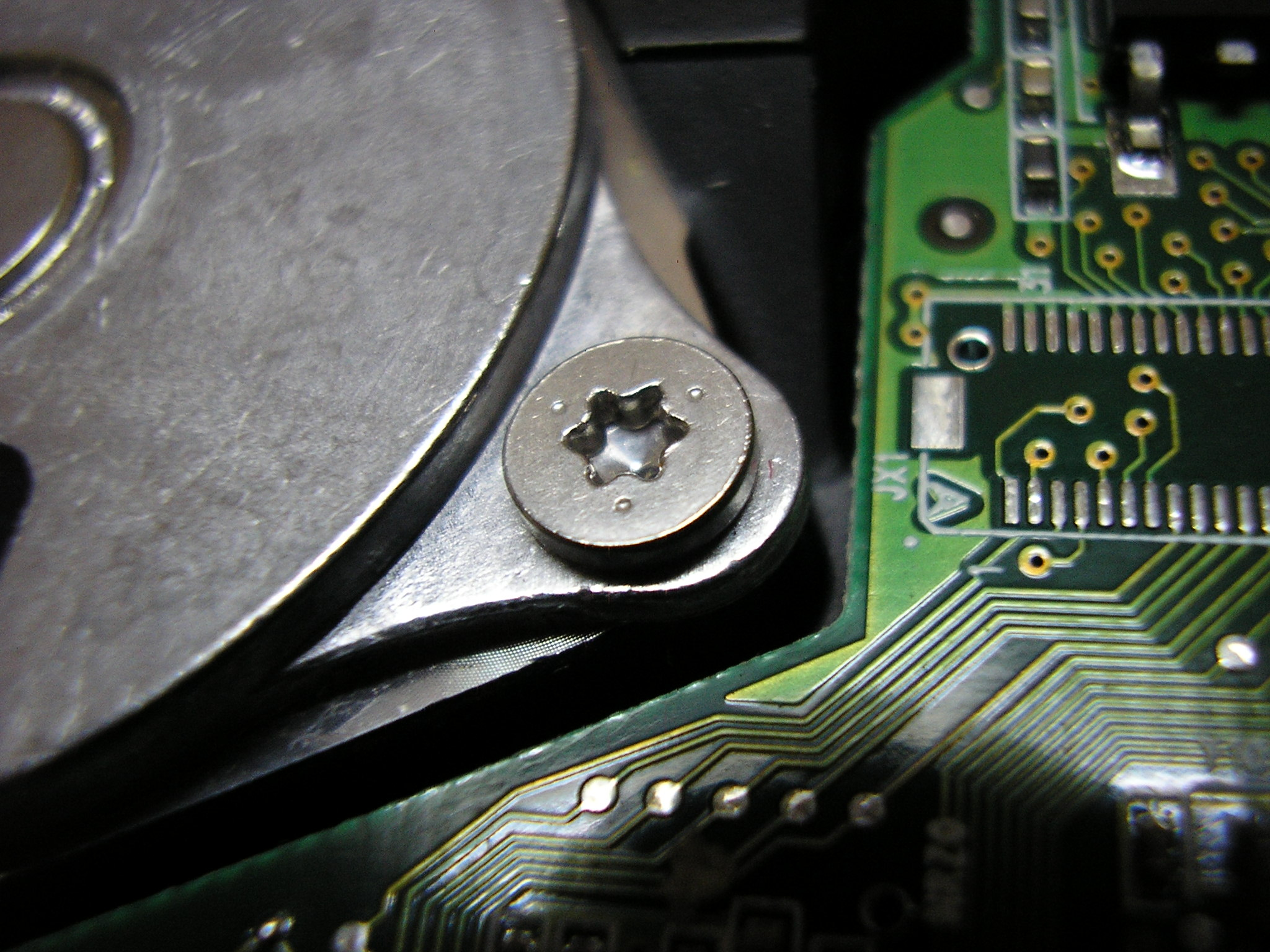
Une vis Torx T-8 sur un disque dur d'un ordinateur.

Les vis Torx sont parfois appelées « vis-étoiles », pour ne pas citer la marque. Le nom générique des clés Torx est dispositif à clé hexalobulaire interne et est homologué ISO 10664. Torx, Resistorx et Torx Plus sont des marques déposées de Textron, Inc. Ce format a été inventé en 1967 par  Bernard F. Reiland et un brevet est déposé en 1971.
Les vis Torx glissent généralement moins que les vis « traditionnelles » cruciformes, évitant qu'un tournevis ou qu'une machine ne glisse si le couple appliquée sur la vis est trop élevée. Cela permet d'augmenter la durée de vie des équipements industriels et machines utilisant des vis dans la fabrication d'objets. On les retrouve essentiellement dans l'électronique (ordinateurs, téléphones mobiles, etc.) et plus particulièrement dans les systèmes montés automatiquement (assemblage automobile). Elles sont utilisées par les professions du bâtiment. En revanche, elles sont peu utilisées par le grand public à cause d'un prix plus élevé et du nombre de modèles différents.

## Taille des clés/vis

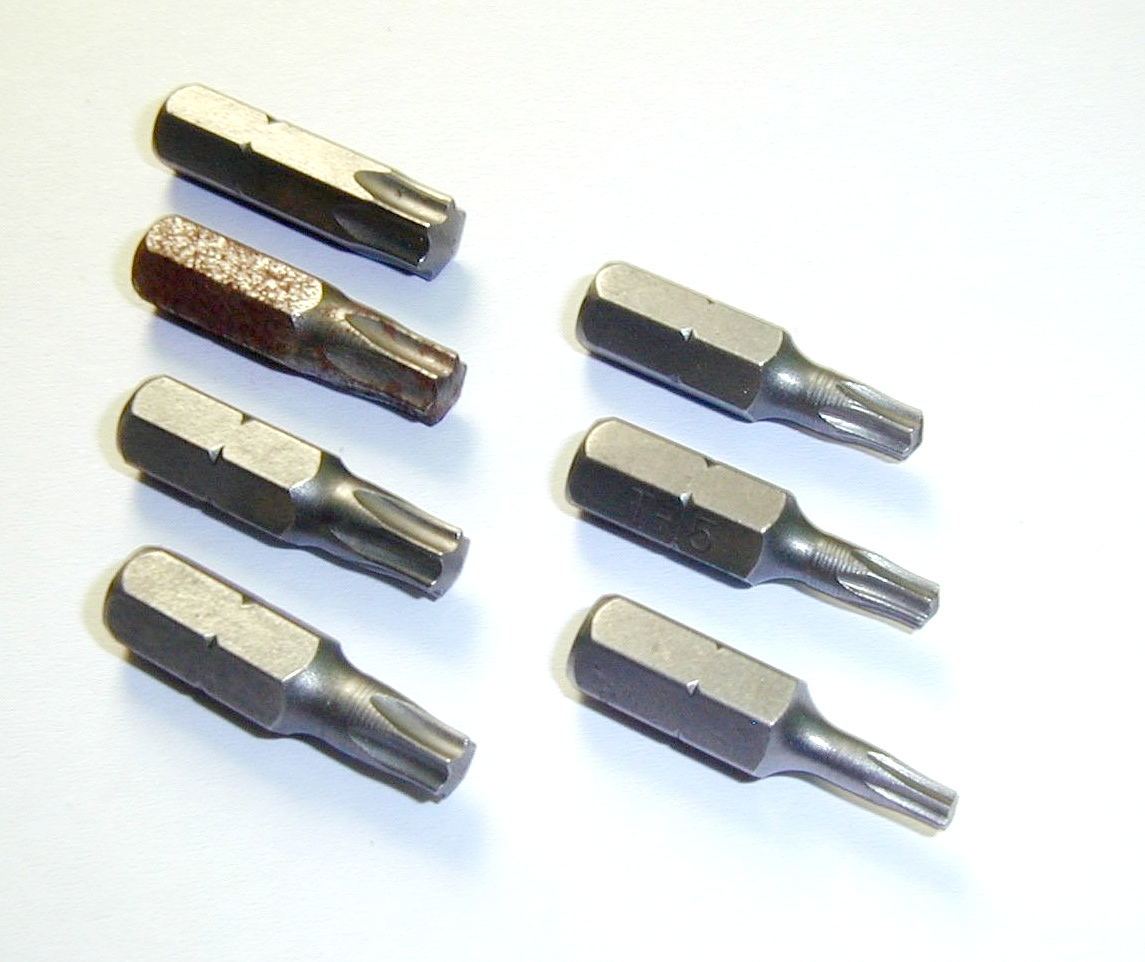
De haut en bas et de gauche à droite, embouts de tailles T40, T30, T27, T25, T20, T15 et T10.

La taille d'une clé ou d'une vis Torx est donnée par un indicatif commençant par la lettre « T » : T8, T9, T10, T15, T25, T30, T40 sont les plus courantes, mais il existe des modèles supérieurs à T100.
Les tailles T5.5, T35 et T47 sont utilisés de manière spécialisée. Un indicatif commençant par la lettre « E » signifie une empreinte femelle, le nombre suivant n'indique cependant pas les mêmes dimensions que la version « T » (empreinte mâle). Seule une clé de taille adéquate permet de visser ou dévisser sans risquer d'abîmer la vis ou la clé. Par exemple l'empreinte femelle E24 correspond à un diamètre de tête de vis de 22.13 mm.

Dimensions d'une clé Torx.

Pour chaque taille de clé, la norme définit la dimension A (taille du motif hexagonal, entre deux sommets opposés), la dimension B (rayon minimum du motif), les rayons de courbure Re et Ri, et la profondeur H du motif.

## Variantes

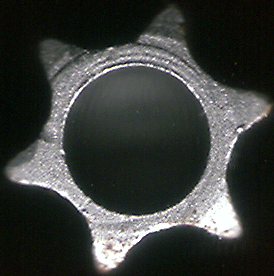
Clé Security Torx.

Empreinte Torx Plus.

Une version appelée « Torx Tamper Resistant » (indicatif TT) empêche l'utilisation d'une clé Torx standard. Les vis de ce type possèdent une excroissance au centre qui empêche l'utilisation d'une clé Torx standard ou d'un tournevis plat. On la retrouve également sous la dénomination « Torx Resistorx » ou « Torx inviolable » (en anglais : Security Torx). Les tailles sont les mêmes que celles des Torx.
Une autre version existe. Celle-ci n'utilise que cinq lobes au lieu de six.
Une autre variante existe sous la dénomination « Torx Plus » : c'est un modèle plus récent, censé résister à de plus grandes torsions en minimisant l'usure grâce à une empreinte légèrement différente (les lobes sont plus aplatis). Du fait de la légère différence d'empreinte, les clés Torx+ ne sont plus compatibles avec les empreintes Torx classiques. En revanche, une clé Torx classique pourra manœuvrer exceptionnellement une empreinte Torx+ au prix d'une plus grande usure, conséquence du jeu supplémentaire.
Différentes combinaisons existent entre les variantes : Torx Plus / Security / cinq lobes par exemple.